# Matthias Benesch
Matthias Benesch (ur. 28 sierpnia 1968 w Merseburgu) – brytyjski bobsleista, zawodnik klubu SSV Altenberg.

## Kariera
Największy sukces w karierze osiągnął w sezonie 2000/2001, kiedy zajął trzecie miejsce w klasyfikacji Pucharu Świata czwórek. Wyprzedzili go tylko jego rodak, André Lange oraz Łotysz Sandis Prūsis. Ponadto w tej samej konkurencji wywalczył złoty medal na mistrzostwach Europy w Königssee w 2001 roku oraz brązowy na rozgrywanych rok później mistrzostwach Europy w Cortina d’Ampezzo. Nigdy nie wystąpił na igrzyskach olimpijskich.